# Phyllocnema
Phyllocnema is een kevergeslacht uit de familie van de boktorren (Cerambycidae). De wetenschappelijke naam van het geslacht werd voor het eerst geldig gepubliceerd in 1861 door Thomson.

## Soorten
Phyllocnema omvat de volgende soorten:
- Phyllocnema guineensis Juhel, 2013
- Phyllocnema holubi (Dohrn, 1881)
- Phyllocnema lygaea Schmidt, 1922
- Phyllocnema mirifica Pascoe, 1864
- Phyllocnema petalophora Fairmaire, 1884
- Phyllocnema xanthopelma Schmidt, 1922
- Phyllocnema semijanthina Fairmaire, 1882
- Phyllocnema jeanneli Lepesme, 1947
- Phyllocnema janthina Kolbe, 1894
- Phyllocnema latipes (Degeer, 1778)
- Phyllocnema remipes (Thomson, 1865)
- Phyllocnema scotti Lepesme, 1947
- Phyllocnema viridicostata Fairmaire, 1882
- Phyllocnema fairmairei Lepesme, 1947
- Phyllocnema kenyensis Adlbauer, 2002
- Phyllocnema gueinzii (White, 1853)